# Der rosarote Panther wird gejagt
Der rosarote Panther wird gejagt ist eine britisch-US-amerikanische Kriminalkomödie von Regisseur Blake Edwards aus dem Jahr 1982. Es ist die siebte Folge und der letzte Film der Pink-Panther-Reihe mit Peter Sellers als Inspector Clouseau. Der Film wurde nach Sellers’ Tod aus Ausschnitten aus früheren Filmen sowie bereits gedrehter, aber noch nicht verwendeter Szenen zusammengestellt, ergänzt um eine neu gedrehte Rahmenhandlung.

## Handlung
Als in Lugash ein Diamant von unschätzbarem Wert – genannt der Rosarote Panther – gestohlen wird, beauftragt die Sûreté Inspektor Clouseau mit den Ermittlungen. Mit einem ganzen Arsenal von Verkleidungen macht sich Clouseau auf den Weg nach Lugash, wo er niemals ankommt. Sein Flugzeug wird als verschollen gemeldet.
Um sein Verschwinden aufzuklären, führt die Journalistin Marie Jouvet Interviews mit sämtlichen Personen, die jemals mit Clouseau zusammengearbeitet haben, darunter Chefinspektor Dreyfus, seinem Diener Cato, Hercule Lajoy sowie Clouseaus Vater, der von der Kindheit und der Jugend seines Sohnes und auch von dessen Aktivitäten während des Zweiten Weltkriegs in der Résistance erzählt.
Jouvet kommt zu dem Schluss, dass Clouseau noch am Leben sein muss – und der Film endet auch mit einer Einstellung, in der Clouseau am Rande einer Klippe steht.

## Synchronisation
Die deutsche Fassung entstand in den Studio der Berliner Synchron GmbH Wenzel Lüdecke. Das Dialogbuch schrieb Arne Elsholtz, der auch die Regie übernahm.
| Darsteller       | Rolle                         | Synchronsprecher         |
| ---------------- | ----------------------------- | ------------------------ |
| Peter Sellers    | Jacques Clouseau              | Erik Schumann            |
| David Niven      | Sir Charles Litton            | Eric Vaessen             |
| Herbert Lom      | Chefinspektor Charles Dreyfus | Claus Biederstaedt       |
| Richard Mulligan | Clouseaus Vater               | Friedrich W. Bauschulte  |
| Joanna Lumley    | Marie Jouvet                  | Almut Eggert             |
| Capucine         | Lady Simone Litton            | Dagmar Altrichter        |
| Robert Loggia    | Bruno Langois                 | Horst Schön              |
| Harvey Korman    | Prof. Auguste Balls           | Harry Wüstenhagen        |
| Burt Kwouk       | Cato                          | Arne Elsholtz            |
| Graham Stark     | Hercule Lajoy                 | Gerd Duwner              |
| Peter Arne       | Col. Bufoni                   | Joachim Nottke           |
| André Maranne    | Sergeant Francois Duval       | Friedrich Georg Beckhaus |
| Ronald Fraser    | Dr. Longet                    | Dieter Ranspach          |
| Leonard Rossiter | Superintendent Quinlan        | n. A.                    |

## Veröffentlichungen

### DVD
Der Film wurde unter anderem als Teil der Rosarote-Panther-Collection 2003 auf DVD veröffentlicht.

### Soundtrack
Der Soundtrack wurde wiederum von Henry Mancini komponiert. Auf der Soundtrack-LP sowie der CD-Pressung (1988) war eine Zusammenstellung von bekannten Musikstücken vorangegangener Pink-Panther-Filme. Eine Seltenheit stellen die Stücke aus dem Film Ein Schuss im Dunkeln dar. Nur Track 1 war speziell für den Film neu eingespielt:
Originalauflage
1. The Trail of the Pink Panther (Main Title)
2. The Greatest Gift
3. Hong Kong Fireworks
4. A Shot of the Dark
5. Simone
6. It Had Better Be Tonight
7. The Easy Life in Paris
8. Come To Me
9. Bier Fest Polka
10. After The Shower
11. The Inspector Clouseau Theme
12. The Return of the Pink Panther

## Kritik
„Ein aus alten, teilweise nie verwendeten Szenen und einer neu gedrehten Rahmenhandlung entstandener, liebenswürdiger Nachruf auf den Komiker Peter Sellers und seine legendäre Verkörperung des vertrottelten Polizisten. Diese ‚Resteverwertung‘ hinterläßt allerdings einen schalen Nachgeschmack, da sie neben einigen genialen Slapstick-Gags auch viele schwache, überflüssige Szenen enthält, die nur dazu dienen, den Film auf abendfüllende Länge zu strecken.“